# 오산 궐리사
오산 궐리사(烏山 闕里祠)는 대한민국 경기도 오산시에 있는 사당이다. 1994년 4월 20일 경기도의 기념물 제147호로 지정되었다.

## 개요
조선 전기 문신이자 공자의 64대 손인 공서린(1483∼1541) 선생이 후학지도를 위해 세운 곳으로 지금은 공자의 영정을 모시고 제사를 지내는 사당이다.
중종 2년(1507) 문과에 급제하고 공조참의, 대사헌 등을 지낸 공서린 선생이 후학을 지도할 때 은행나무에 북을 달아 놓고 공부를 게을리 하지 않도록 깨우쳤는데, 그가 죽자 은행나무도 말라죽었다고 전한다. 그 뒤 정조가 화산에서 바라보니 많은 새들이 슬피 울며 은행나무 곁으로 모여들었고, 이를 괴이하게 여긴 임금이 가까이 가서 보니 죽은 은행나무에서 새싹이 돋고 있었다고 한다.
정조 17년(1792) 이곳을 공자가 살던 노나라의 마을 이름을 따라 궐리로 바꾸고 사당을 세운 후 ‘궐리사’라고 했다. 고종 8년(1871) 흥선대원군의 서원철폐령으로 없어졌다가 1900년 다시 세우고 1981년 강당을 세웠으며, 1993년 중국 산동성에서 기증 받은 공자의 석고상을 모셨다.
사당은 앞면3칸·옆면 2칸 규모로, 지붕은 옆면에서 볼 때 사람 인(人)자 모양을 한 맞배지붕으로 꾸몄다. 동쪽으로는 학문을 배우는 공간인 강당 건물이 있어 동학서묘의 전형적인 서원 건축 양식을 보이고 있다.
논산의 노성 궐리사와 함께 우리나라 2대 궐리사로서 조선 후기 사당형식을 잘 보여 주는 곳이며, 해마다 지방 유림들이 모여 봄·가을로 제사를 지내고 있다.

## 같이 보기
- 오산 궐리사 성적도 (경기도 유형문화재 제62호)
- 노성 궐리사 (충청남도 기념물 제20호)

## 참고 자료
- 오산시궐리사 - 국가유산청 국가유산포털